# Salix leucopithecia
Salix leucopithecia är en videväxtart som beskrevs av Arika Kimura. Salix leucopithecia ingår i släktet viden, och familjen videväxter. Inga underarter finns listade i Catalogue of Life.